# تایرن، پنسیلوانیا
تایرن، پنسیلوانیا (به انگلیسی: Tyrone, Pennsylvania) یک منطقهٔ مسکونی در ایالات متحده آمریکا است که در شهرستان بلیر، پنسیلوانیا واقع شده‌است.

## خصوصیات
تایرن ۵٫۲ کیلومترمربع مساحت و ۵٬۴۷۷ نفر جمعیت دارد.